# Tasmanoonops alipes
Tasmanoonops alipes is een spinnensoort in de taxonomische indeling van de Orsolobidae.
Het dier behoort tot het geslacht Tasmanoonops. De wetenschappelijke naam van de soort werd voor het eerst geldig gepubliceerd in 1930 door V. V. Hickman.